# Mappy de puzzle
Mappy DE Puzzle (マッピーDEパズル?) es un videojuego de lógica para móviles protagonizado por el ratón Mappy que fue publicado por Namco el 23 de abril de 2003, solo en Japón.